# Grammy al millor àlbum de música mexicana regional
El premi Grammy al millor àlbum de música mexicana regional és un guardó presentat en els Premis Grammy, una cerimònia que va ser establida en el 1958 i en el seus orígens s'anomenava Premis Gramòfon, per als artistes de gravació que han realitzat àlbums en els gèneres musicals mexicans regionals o texà.

## Guardons

### Dècada del 2020
| Edició | Imatge | Guanyador(s)/ Guanyadora(es) | Obra                 | Nominat(s)/ Nominada(es) | Ref   |
| ------ | ------ | ---------------------------- | -------------------- | ------------------------ | ----- |
| 62     |        | Mariatxi Los Camperos        | De ayer para siempre |                          | [ 2 ] |